# Statue des Anonymus

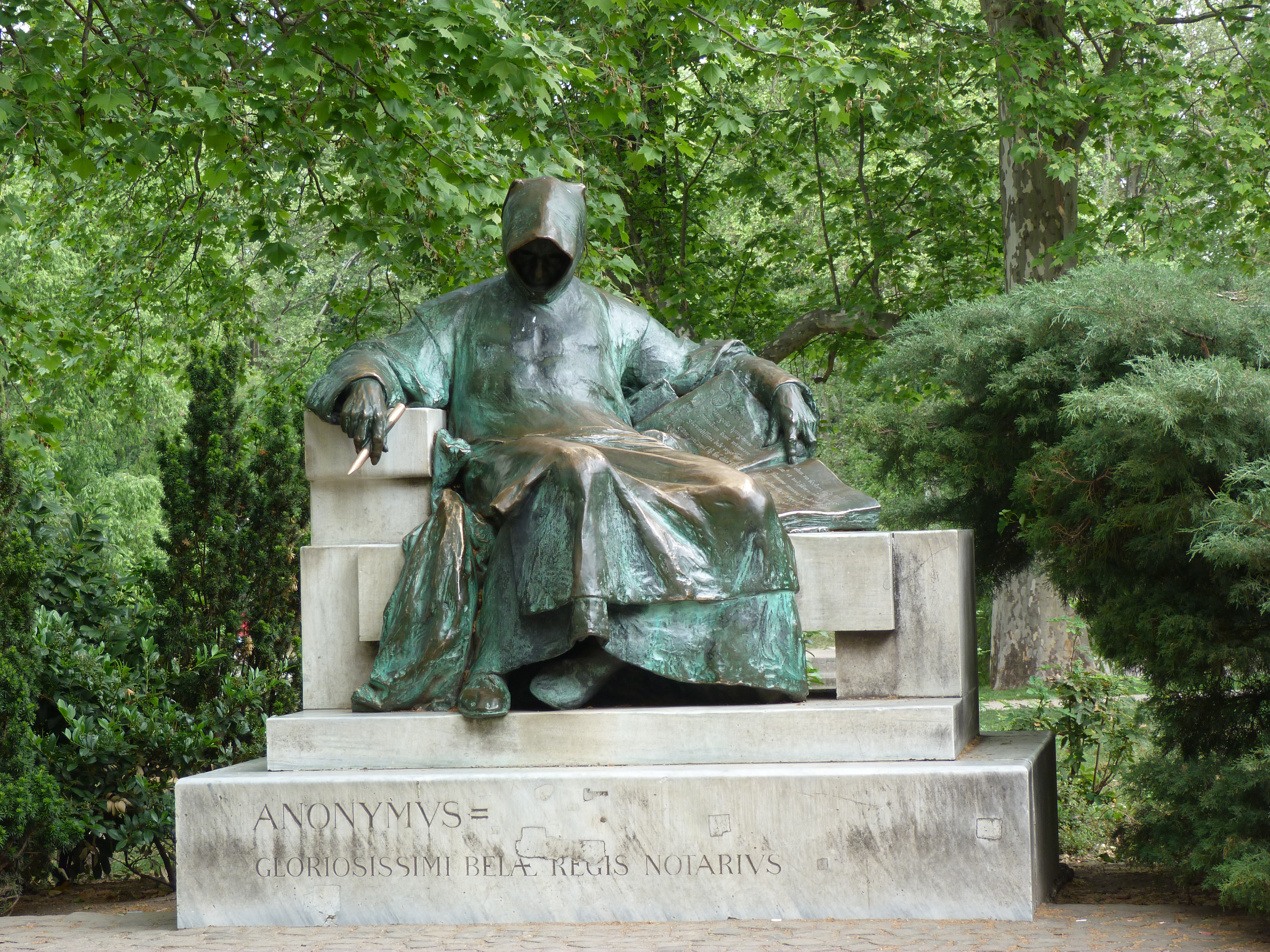
Die Plastik von Miklós Ligeti

Die Statue des Anonymus (ungarisch Anonymus szobra) ist eine Bronzeplastik des ungarischen Bildhauers Miklós Ligeti in Budapest aus dem Jahr 1903. Sie ehrt den bis dato unbekannten Autoren der Gesta Hungarorum, einer Chronik der Magyaren und ihrer Ansiedlung in der Donauebene um das Jahr 896.
Die Statue befindet sich in der innenstädtischen Parkanlage Stadtwäldchen, auf der Széchenyi-Insel, direkt gegenüber dem Eingang des Landwirtschaftsmuseums, das sich in der Burg Vajdahunyad befindet.
Die Statue zeigt einen mittelalterlichen Schreiber in sitzender Gestalt mit wallendem Gewand und tief in das Gesicht gezogener Kapuze. Ligeti setzte so die bislang offene Frage nach dessen Identität bildlich um. Darunter die in Stein gemeißelte Inschrift:
ANONYMVS = GLORIOSISSIMI BELÆ REGIS NOTARIVS
(dt.: Anonymus = der Schreiber des höchst ruhmreichen Königs Béla)